# Naxos Records
Naxos Records es una compañía discográfica independiente con sede en Hong Kong, especializada en música clásica. Fue fundada en 1987 por Klaus Heymann.

## Historia
La compañía fue creada en 1987 por Klaus Heymann, un empresario nacido en Alemania y radicado en Hong Kong. Forma parte de Naxos Music Group. Se ha convertido en uno de los mayores sellos dedicados a la música clásica. También ha empezado a distribuir DVD. En un contexto de disminución de las ventas de música clásica, Naxos es una de las dos discográficas que más vende en el mundo, y es además la mayor discográfica independiente.

## Catálogo
El catálogo incluye ciclos completos o ciclos en curso de repertorio básico, como las obras para piano completas de Liszt o los cuartetos de cuerda completos de Haydn. También ha presentado a los amantes de la música a muchos compositores olvidados, como Joachim Raff, Ferdinand Ries y Simon Mayr. También ha ayudado a poner al alcance de un público mucho más amplio a compositores contemporáneos como Krzysztof Penderecki, John Corigliano y William Bolcom. Además, el sello sigue aumentando las numerosas grabaciones de estreno mundial que ya tiene en su haber. Ha emprendido proyectos como la serie American Classics de música de concierto estadounidense. Otro de estos proyectos es la Naxos Historical Series que abarca todos los géneros de música clásica, así como leyendas del jazz y la música pop de la primera mitad del siglo XX. Otras series notables incluyen los clásicos japoneses, los clásicos españoles, la música antigua, la enciclopedia de órgano, la colección de guitarras y los clásicos de la ópera. Naxos World se dedica a la música del mundo, incluye música internacional de muchas culturas y géneros diferentes, tanto folclore, pop como clásica.

## Premios y reconocimientos
Las grabaciones de este sello han sido reconocidas con numerosos premios Grammy, recomendaciones de 3 estrellas de la Penguin Guide, premios Gramophone elección del editor y muchos otros honores internacionales.